# (32911) Cervara
1994 VX (asteroide 32911) é um asteroide da cintura principal. Possui uma excentricidade de 0.17659470 e uma inclinação de 6.38669º.
Este asteroide foi descoberto no dia 4 de novembro de 1994 por Vincenzo Silvano Casulli em Colleverde.